# František Dvořák (hostinský)
František Dvořák (19. září 1814 Dřínov (okres Mělník) – 28. března 1894 Velvary) byl řezník, hostinský a hudební pedagog, otec českého hudebního skladatele Antonína Dvořáka. Pocházel ze Dřínova u Mělníka a byl synem Jana Nepomuka Dvořáka, s manželkou Annou Dvořákovou bydleli v Nelahozevsi, ve Zlonicích a v Kladně.

## Rodiče
Děda byl rolník Jan Dvořák (1729–1777), narodil se i zemřel v Třeboradicích. Otec Jan Nepomuk Dvořák se narodil v Třeboradicích v roce 1764. V letech 1818–1824 a 1830–1838 měl v Nelahozevsi v domě č. 24 pronajatý řeznický krám. Se svou manželkou Annou, rozenou Bobkovou, měl 14 dětí. Zemřel v Nelahozevsi v roce 1842, jeho žena pak roku 1848. Měli také pronajaté řeznictví v Dřínově, kde se jim roku 1814 narodil František.

## Manželství a pobyt vNelahozevsi
František se vyučil řezníkem, odešel na osm let na „zkušenou“ na Moravu a do Uher. Po svém návratu do Čech se dne 17. listopadu 1840 v Chržíně oženil s Annou Dvořákovou (1820–1882) z Nelahozevsi, která pocházela z Uhů a byla dcerou šafáře lobkovického panství. K provozování řeznictví si manželé pronajali v Nelahozevsi dům č. 24 a později i tzv. Engelhardtovu hospodu na č. 12.

## Děti
- Antonín Dvořák (1841–1904), hudební skladatel
- František Dvořák (1843–1888)
- Aloisie Dvořáková (1845–1846)
- Josef Dvořák (1848–1920)
- Adolf Dvořák (1850–1922)
- Jana Anna Straková (1851–1938)[5]
- Karel Dvořák (1855–?)
- Marie Dvořáková (1857–1857)
- Marie Dvořáková (1858–1931)

### Antonín Dvořák
8. září 1841 se manželům Dvořákovým v Nelahozevsi narodil syn Antonín, první z devíti dětí. V roce 1847 začal Antonín Dvořák chodit do školy a pod vedením učitele Josefa Spitze také hrát na housle. Otec původně pro syna rovněž plánoval práci řezníka. V letech 1853–1856 (údaje se liší) mladý Antonín pobýval ve Zlonicích, kde se ho ujal místní učitel a varhaník Antonín Liehmann. Antonín se u Liehmanna učil hudební teorii, hrát na housle, klavír a varhany. V šestnácti letech věku (1857) odešel Antonín Dvořák do Prahy studovat na varhanické škole, kterou absolvoval v roce 1859 a postupně se z něho stal světoznámý hudební skladatel. V roce 1951 byl v Nelahozevsi zpřístupněn veřejnosti Rodný dům Antonína Dvořáka, s expozicí o životě a díle skladatele s důrazem na dobu jeho dětství a mládí, které zde strávil.

## Zlonice
V letech 1855–60 žil František s rodinou ve Velké hospodě ve Zlonicích č.p. 69. V letech 1854–56 se zde syn Antonín v domě čp. 19 (vedle špitálu) učil základům hudby u varhaníka Antonína Liehmanna. Barokní špitál na jižním okraji Zlonic byl v roce 1954 péčí Vlastivědného kroužku Zlonicka zrekonstruován a přeměněn na Památník Antonína Dvořáka ve Zlonicích, s předměty od syna skladatele Ing. Otakara Dvořáka, ve Varhaníkovně je expozice věnovaná učiteli Antonínu Liehmannovi.

## Kladno
Na přelomu 60. a 70. let byl František Dvořák hostinským v Kladně, ve Slánské ulici měl pronajatý hostinec U Štulců nedaleko Velkého náměstí. Živil se také jako hudebník, přivydělával si vyučováním na citeru a hrou po hospodách — v hostinci Ruščuk (Váňova č.p. 1028), Apollo (Zádušní č.p. 557) a ve Fürstově hostinci (Plukovníka Stříbrného č.p. 688). Anna zde zemřela 15. prosince 1882, dle matriky jako manželka soukromníka Františka Dvořáka z Kladna a byla zde také 17. prosince pohřbená. Připomíná jí zde památkově chráněný žulový pomník na bývalém hřbitově v parku Dvořákovy sady u městského divadla. Poblíž mají bustu také Antonín Dvořák či Bedřich Smetana, zásluhou hudebníka a učitele Cyrila Novotného z místního pěveckého spolku Smetana), ten mimo jiné ativity spojenými s historií hudby ve městě zpracoval knižně také vztah Antonína Dvořáka ke Kladnu. Antonín Dvořák v Kladně mimo návštěvy rodičů také uspořádal jeden koncert a zúčastnil se pohřbu své matky.
Citace z rukopisu dopisu Cyrila Novotného Františku Rysovi
Rád by zapůjčil žádané originály, ale nemůže. Do (Sládečkova vlastivědného) muzea chodí návštěvníci a chtějí je vidět. Kopie pomalu pořizuje, ale stále je nemá. Shání fotografie sourozenců (Antonína) Dvořáka. Až na jednoho bratra má všechny. Byl požádán, aby do podzimu napsal publikaci Vztahy Antonína Dvořáka ke Kladnu. Je to těžký úkol. Minulý týden fotografovali domy, ve kterých žil otec (František Dvořák) a příbuzní. Negativy zůstanou majetkem muzea, fotografie může zaslat. Velice si váží jejich společné fotografie.

## Velvary
Do Velvar se František přestěhoval někdy po úmrtí své ženy, zemřel zde 28. března 1894 jako soukromník a byl zde pohřbený 1. dubna na hřbitově u kostela sv. Jiří. Na tabulce na náhrobku je nápis: „Otec mistra Antonína Dvořáka; František Dvořák; † 28.3.1894 ve věku 80 r.; upraveno péčí místního musejního spolku“.

## Galerie

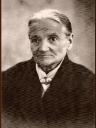
Jana Straková, roz. Dvořáková, sestra Antonína Dvořáka
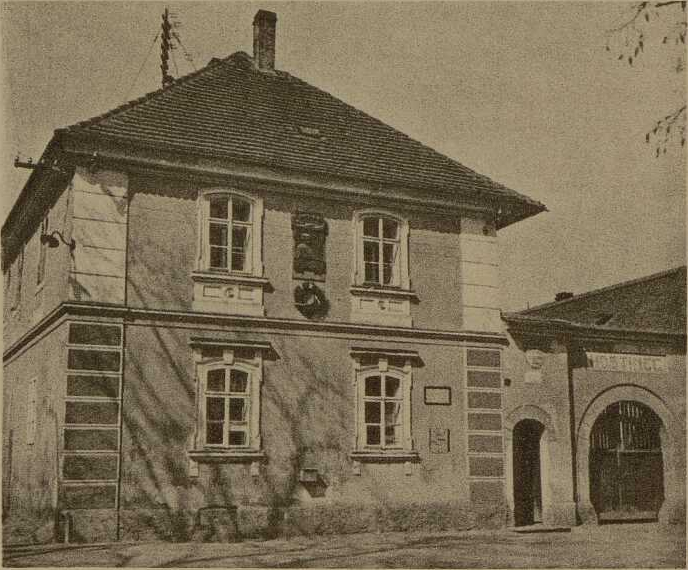
Rodný dům Antonína Dvořáka v Nelahozevsi
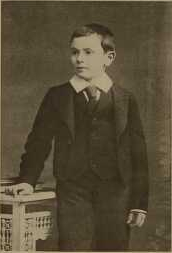
Antonín Dvořák v chlapeckých letech
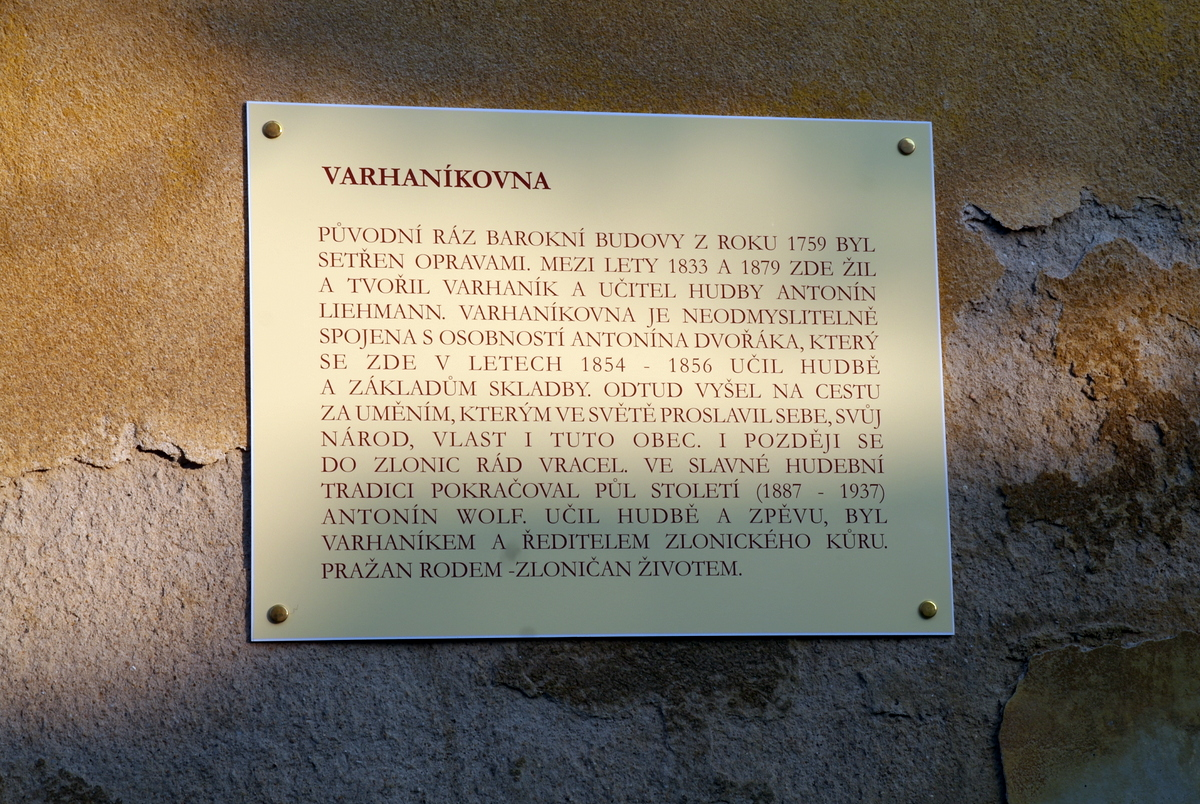
Budova Varhaníkovny, Liehmanova 19, městys Zlonice
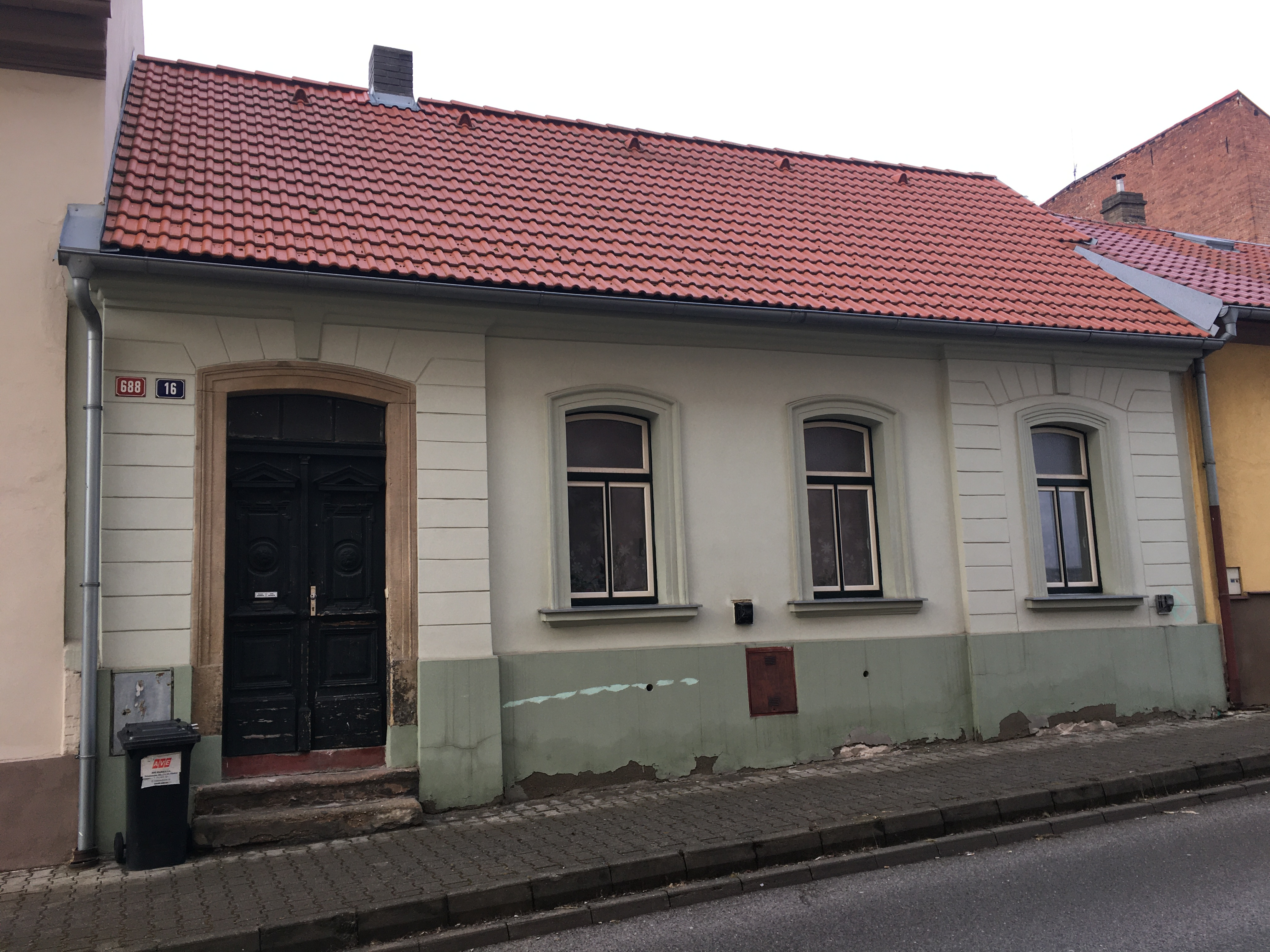
Bývalý Fürstův hostinec v Kladně, Plk. Stříbrného 688
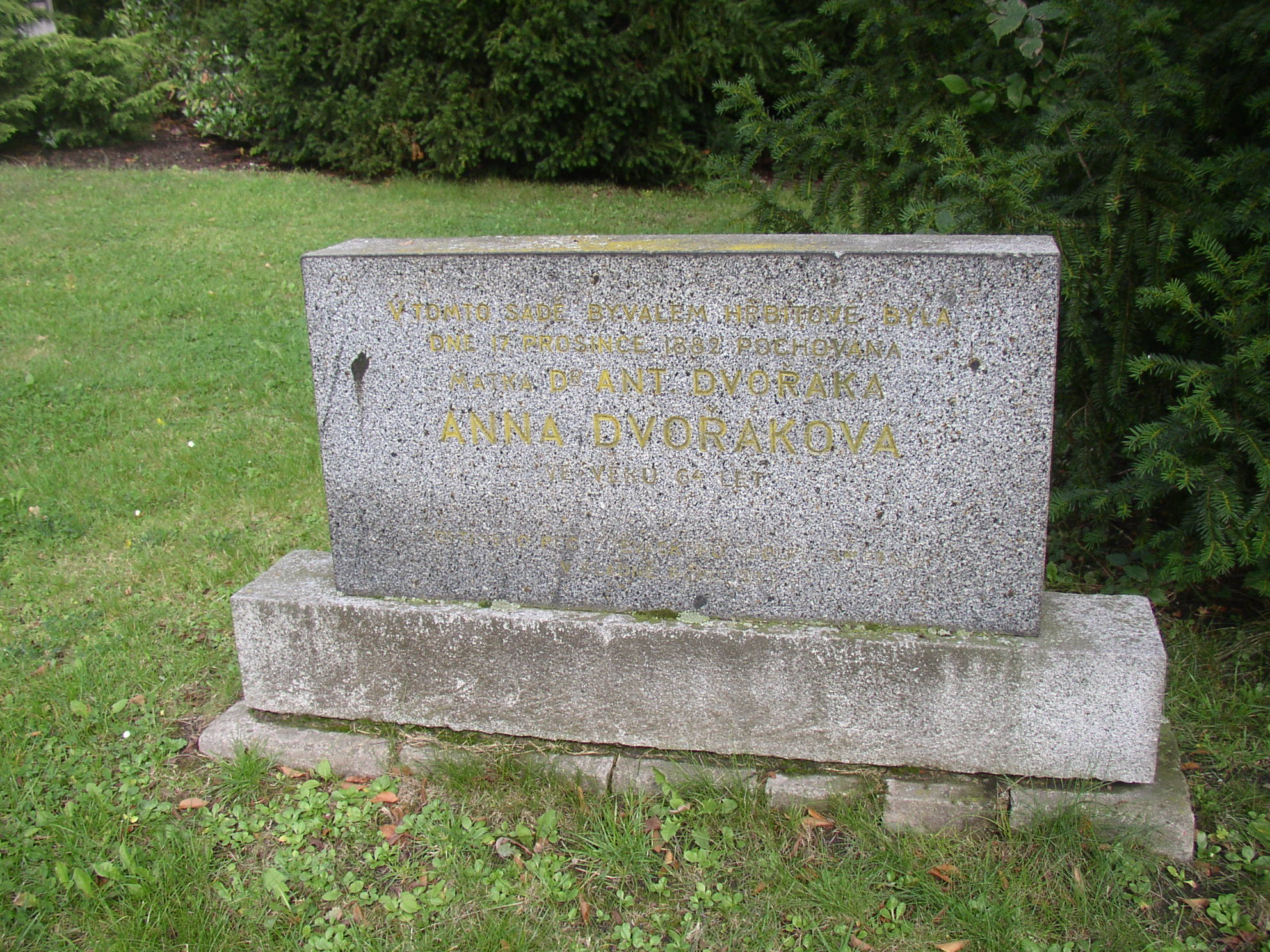
Pomník manželky Anny Dvořákové u divadla v Kladně
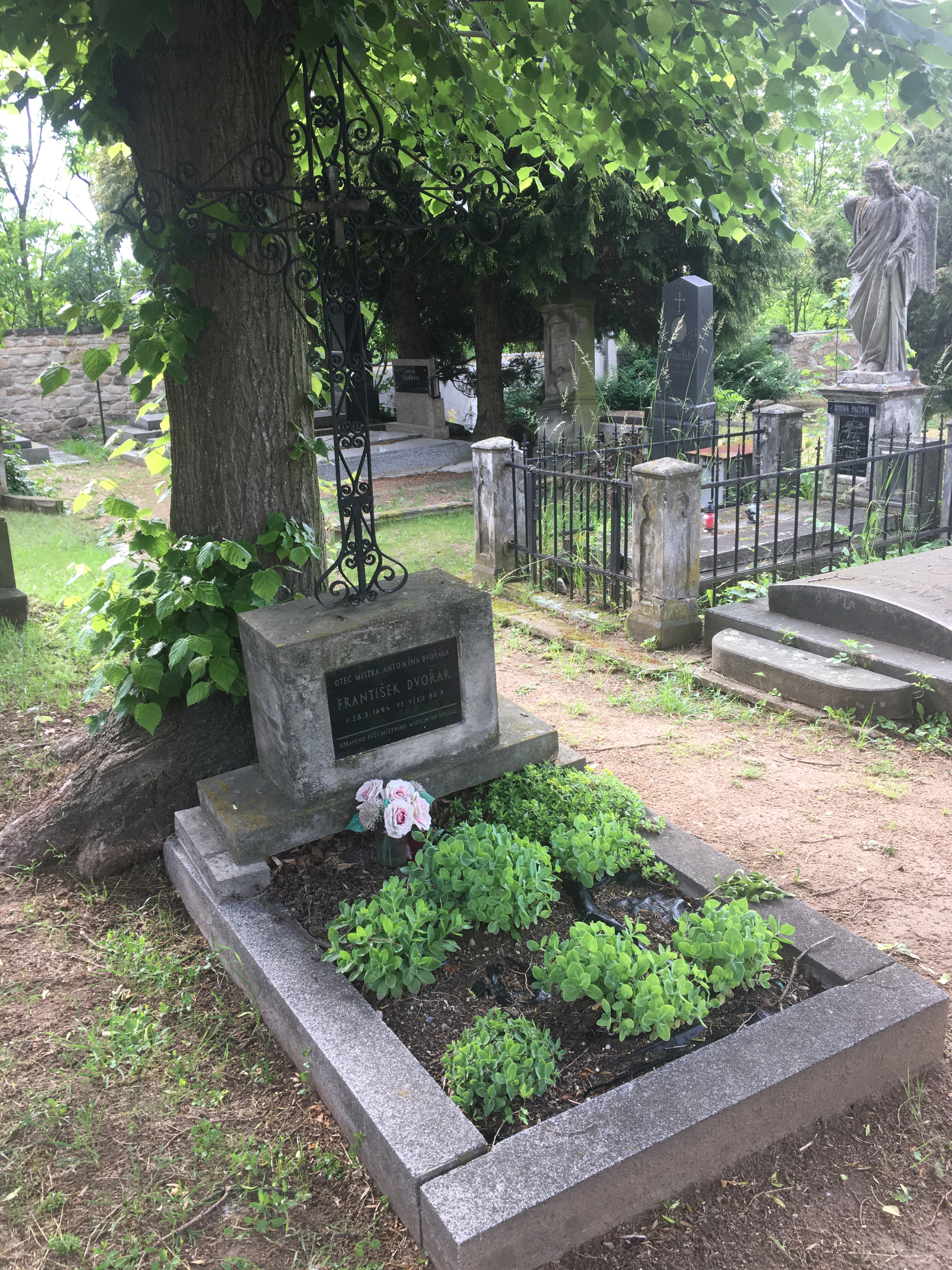
Hrob Františka Dvořáka na hřbitově sv. Jiří ve Velvarech
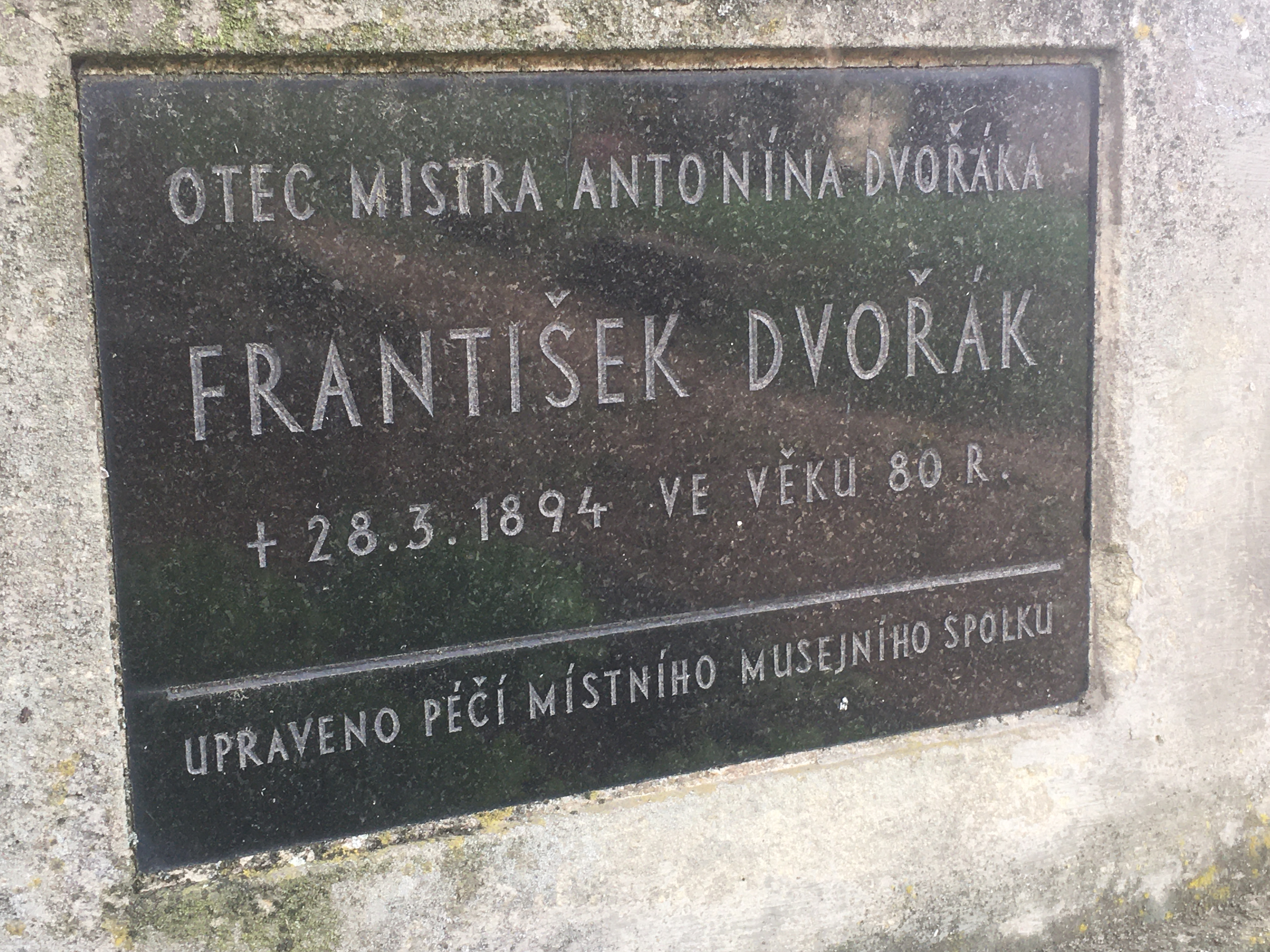
Tabulka na náhrobku Františka Dvořáka